# Jaylen Wells

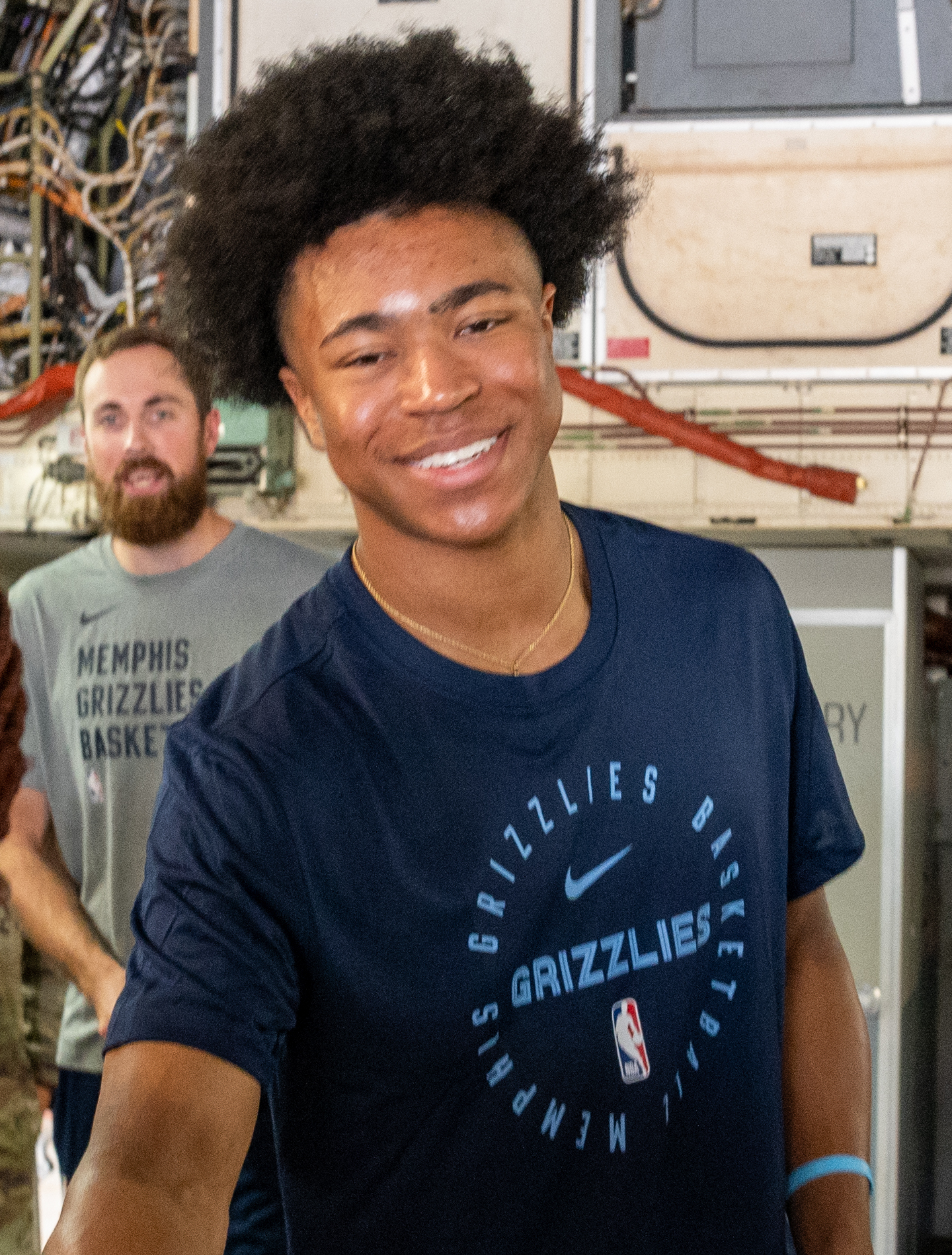
Wells in 2024

Jaylen Wells (26 augustus 2003) is een Amerikaanse basketbalspeler voor de Memphis Grizzlies van de National Basketball Association (NBA). Hij speelde college basketbal voor de Sonoma State Seawolves en de Washington State Cougars.

## Jeugd en middelbareschoolcarrière
Wells groeide op in Sacramento, Californië en ging naar de Folsom High School. Als laatstejaars haalde hij gemiddeld 26,3 punten, 3,2 rebounds en 1,2 assists per wedstrijd. Hij werd uitgeroepen tot de "regiospeler van het jaar" door The Sacramento Bee. Wells engageerde zich om collegebasketbal te spelen op Division II Sonoma State University.

## Collegecarrière
Wells begon zijn collegebasketbalcarrière met spelen voor de Sonoma State Seawolves. Hij haalde gemiddeld 12,6 punten per wedstrijd tijdens zijn eerste seizoen. Hij werd uitgeroepen tot de "California Collegiate Athletic Association Speler van het Jaar" na een gemiddelde van 22,4 punten per wedstrijd tijdens zijn tweedejaars campagne. Na het seizoen ging hij het NCAA transfer portaal in.
Wells stapte over naar Washington State en begon zijn junior seizoen als de startende small forward van de Cougars. Hij haalde een gemiddelde van 12,6 punten en 4,6 rebounds per wedstrijd. Na het seizoen meldde Wells zich aan voor de NBA draft van 2024 met behoud van zijn college eligibility. Later meldde hij zich ook weer aan bij de transfer portal. Wells besloot later om aan de draft deel te blijven nemen.

## Professionele carrière

### Memphis Grizzlies (2024-heden)
Op 27 juni 2024 werd Wells geselecteerd met de 39e overall pick door de Memphis Grizzlies in de 2024 NBA draft, op 6 juli tekende hij bij de Grizzlies.
Op 23 oktober 2024 maakte Wells zijn NBA-debuut, hij speelde in een 126-124 overwinning op de Utah Jazz in de seizoensopener. Op 31 oktober startte Wells voor het eerst in zijn carrière tegen de Milwaukee Bucks, waar hij 16 punten scoorde. Op 3 december werd Wells uitgeroepen tot Western Conference Rookie of the Month voor wedstrijden gespeeld in oktober/november. Het is de 16e keer dat een speler van Memphis Grizzlies deze eer heeft gewonnen.In 20 wedstrijden was Wells gemiddeld 12,2 punten, 3,3 rebounds en 1,9 assists in 25 minuten, terwijl hij meer dan 45 procent van het veld schoot.
Op 8 april 2025 liep Wells een gebroken rechterpols op in een wedstrijd tegen de Charlotte Hornets, waardoor zijn rookie-seizoen eindigde. De blessure kwam slechts enkele dagen voor het postseason dat de Grizzlies kort daarvoor hadden gewonnen. Zijn 10,4 punten per wedstrijd stond dat seizoen op de vierde plaats onder in aanmerking komende rookies.